# Grąbczewo (Mazovie)
Pour les articles homonymes, voir Grąbczewo.
Grąbczewo (prononciation : [ɡrɔmpˈt͡ʂɛvɔ]) est un village polonais de la gmina de Naruszewo dans le powiat de Płońsk de la voïvodie de Mazovie dans le centre-est de la Pologne.
Il se situe à environ 3 kilomètres au sud-ouest de Naruszewo (siège de la gmina), 14 kilomètres au sud de Płońsk (siège du powiat) et à 57 kilomètres au nord-ouest de Varsovie (capitale de la Pologne).

## Histoire
De 1975 à 1998, le village appartenait administrativement à la voïvodie de Ciechanów.